# Ostrovní (Písek)
Ostrovní je ulice v jihočeském Písku jdoucí z křižovatky ulic Švantlova, Gregorova, Putimská západním směrem k řece Otavě. Ulice navazuje na pěší cestu kolem řeky a dále na most pro pěší přes Městský ostrov. Ulice je obousměrná pro auta, je však slepá. Nedaleko řeky Otavy je ohnuta směrem na severozápad a rovně pokračuje jen stezka pro pěší, která překonává mostem Mehelnický potok. Levou část ulice tvoří domy a zahrady, napravo je krytý bazén a jeho areál.
Ulice existovala již před rokem 1900, ale právě v tomto roce získala svůj nynější název Ostrovní. Ve 40. letech 20. století se krátce jmenovala Fráni Šrámka, ale v roce 1949 byla opět přejmenována na Ostrovní. Původně zde byly zahrady, z nichž poslední se zachovala při domě č. p. 379. Řada z původních domů se nezachovala, nejnovějšími přírůstky jsou plavecký stadion postavený v rámci akce Z roku 1983 (začal se stavět v roce 1977, venkovní bazény dostavěny až 1986, ve foyer se nachází keramický reliéf Ryby od Evy Rybákové z roku 1980) a dům číslo popisné 2039 z počátku 80. let 20. století.

## Galerie

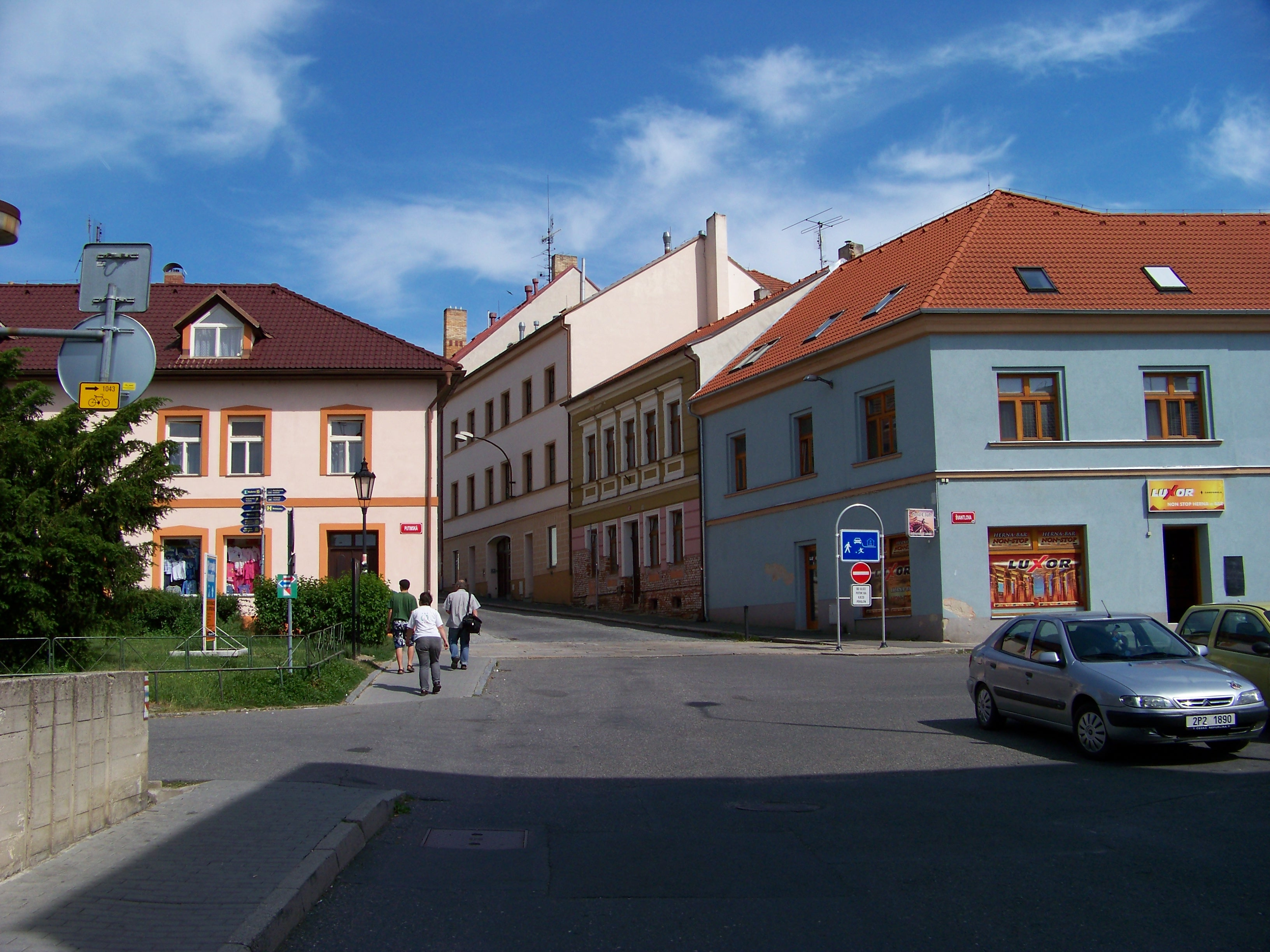
Pohled z Ostrovní ke křižovatce Švantlova x Gregorova x Putimská (květen 2012)
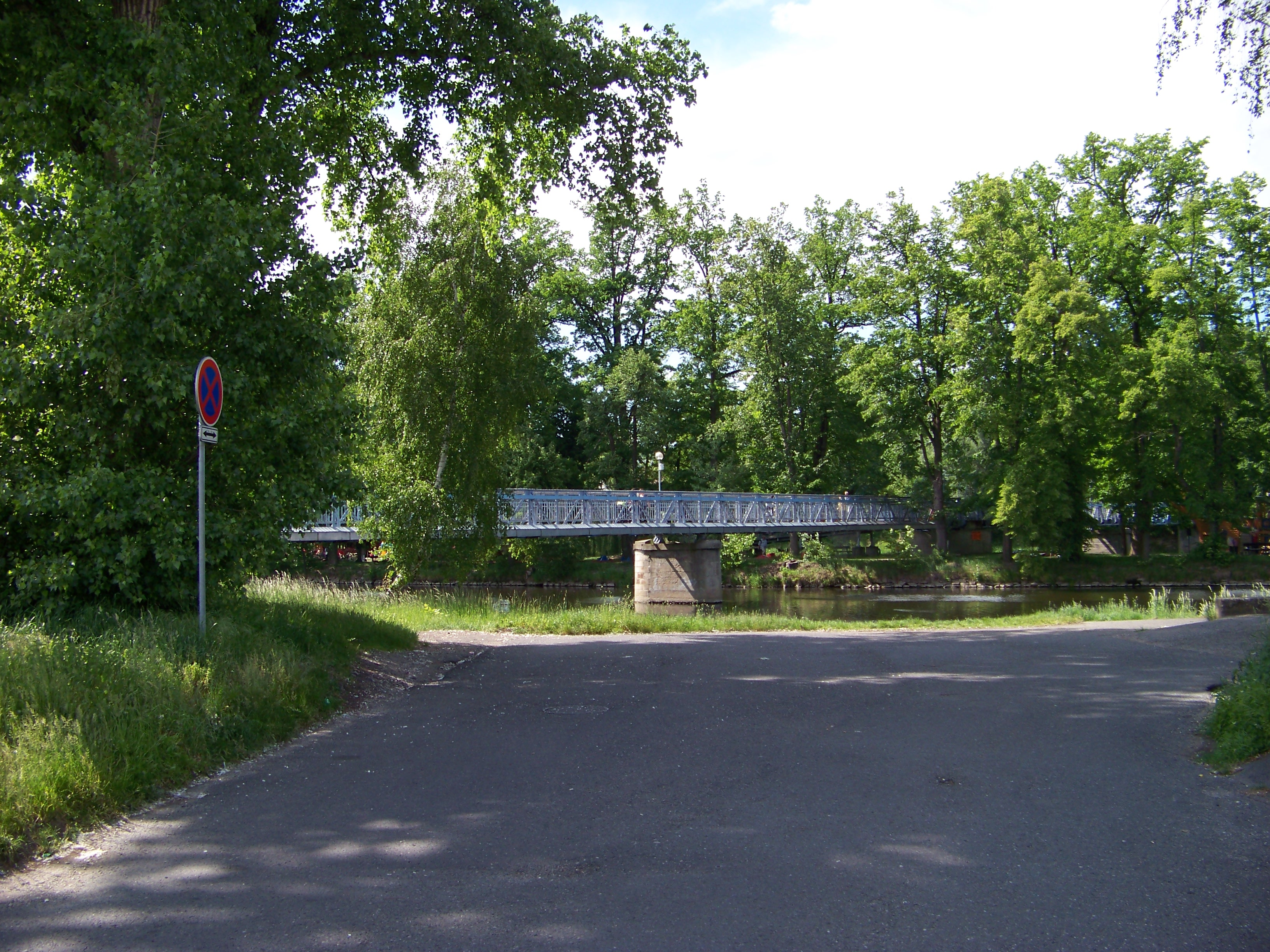
Konec vozovky u Otavy (květen 2012)
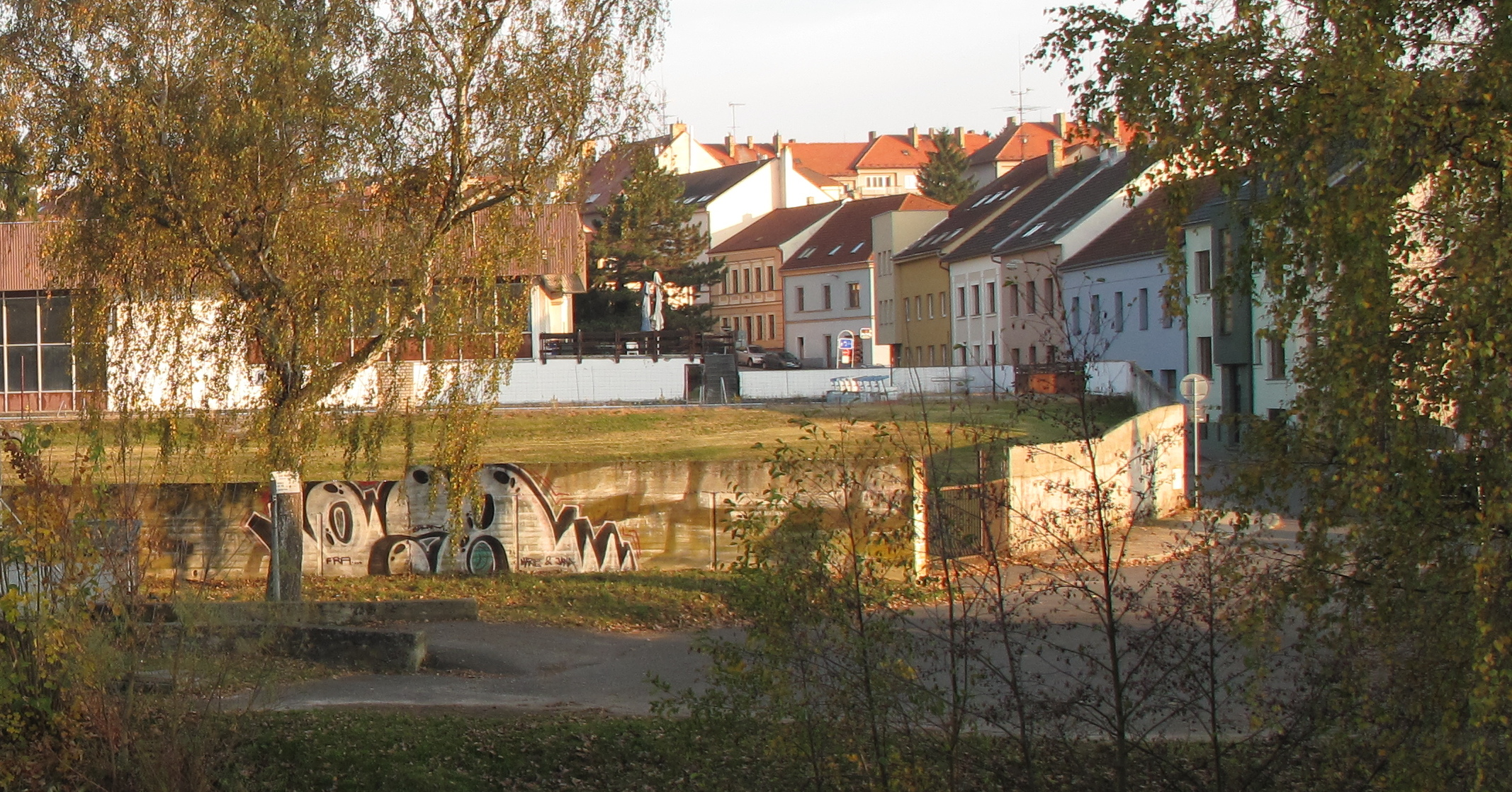
Pohled na ostrovní z Městského ostrova. Vlevo budova plaveckého stadionu, vpravo domy (říjen 2021)
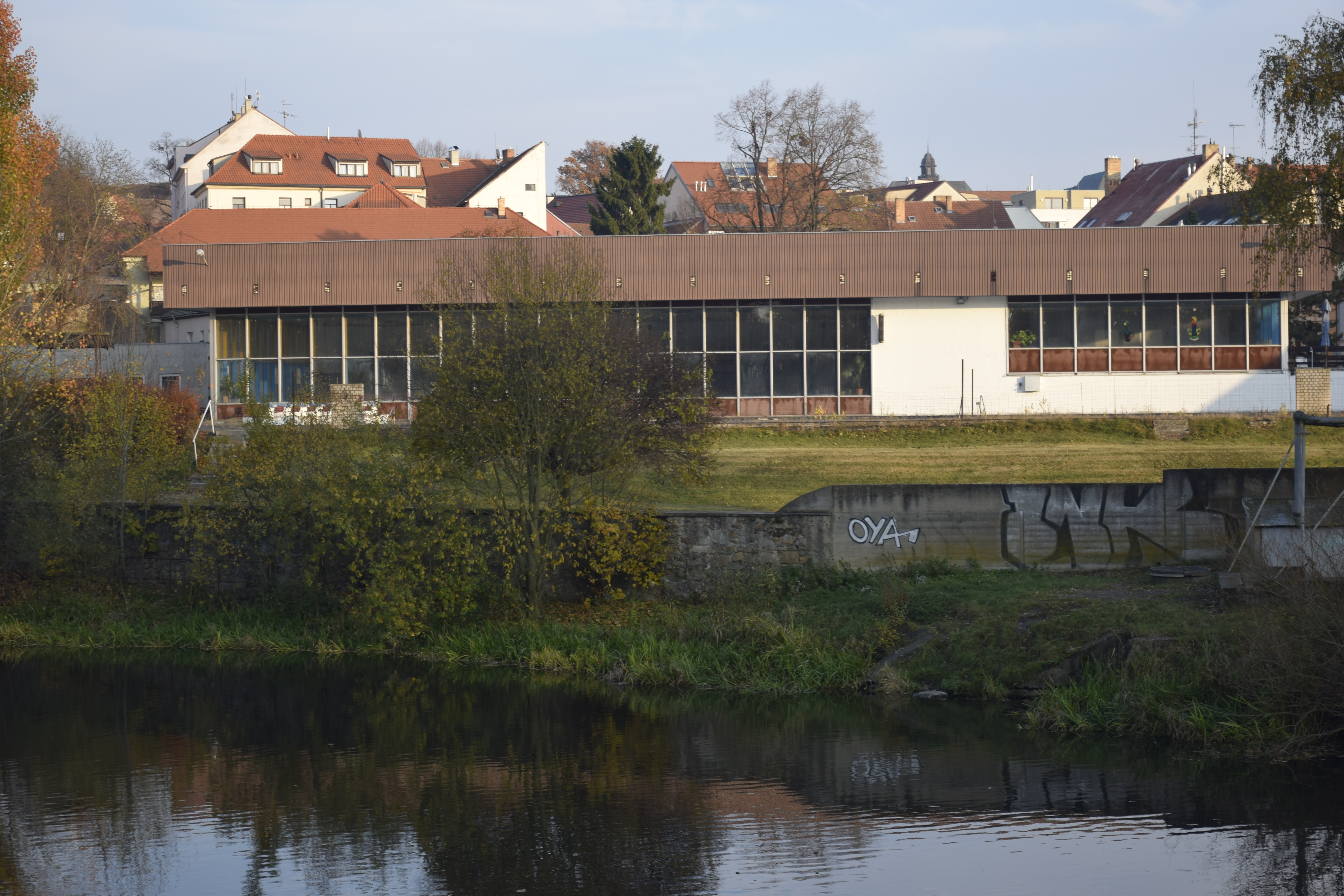
Areál stadionu z Městského ostrova (říjen 2021)
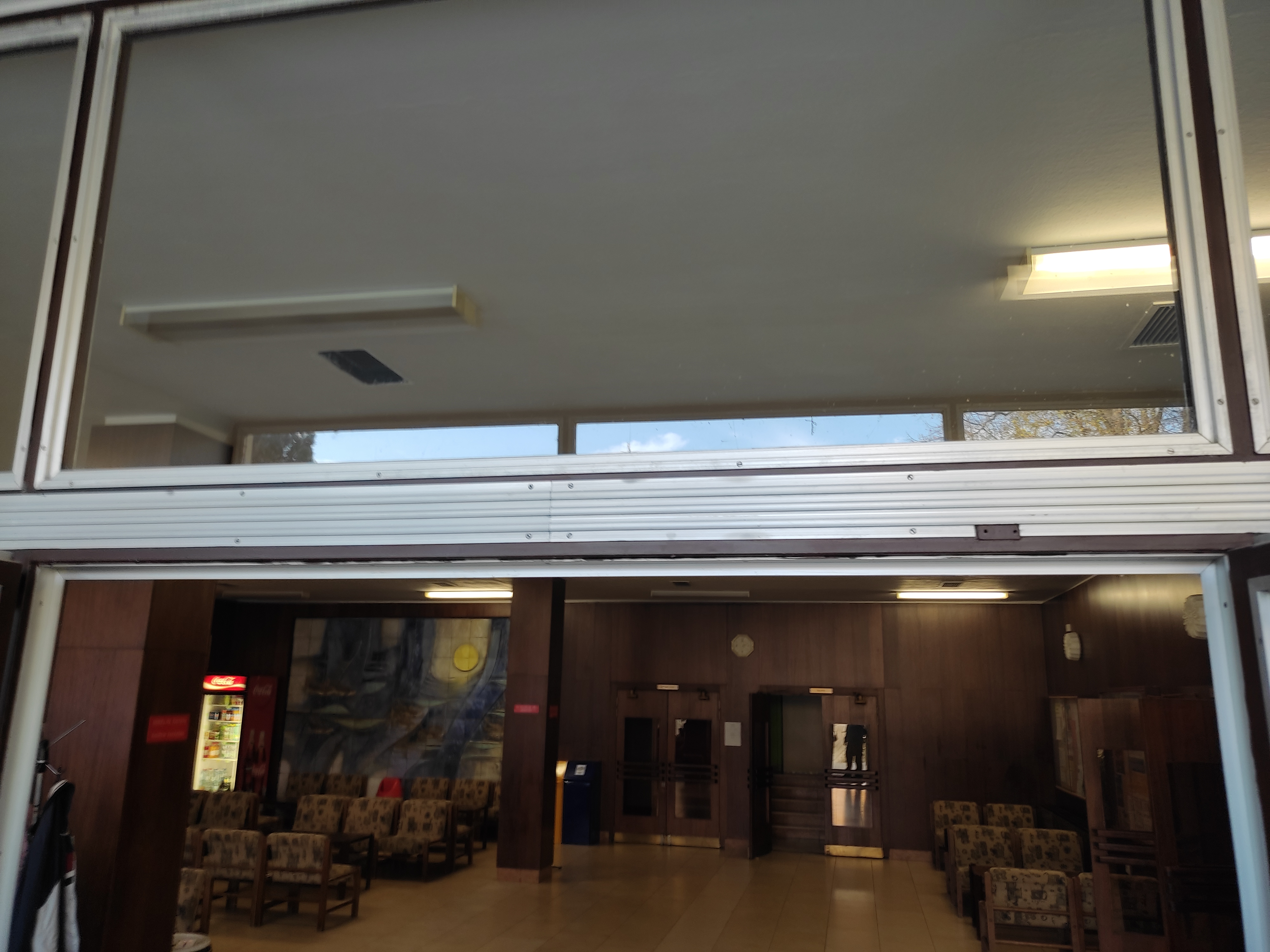
Foyer plaveckého bazénu s reliéfem Ryby (říjen 2021)
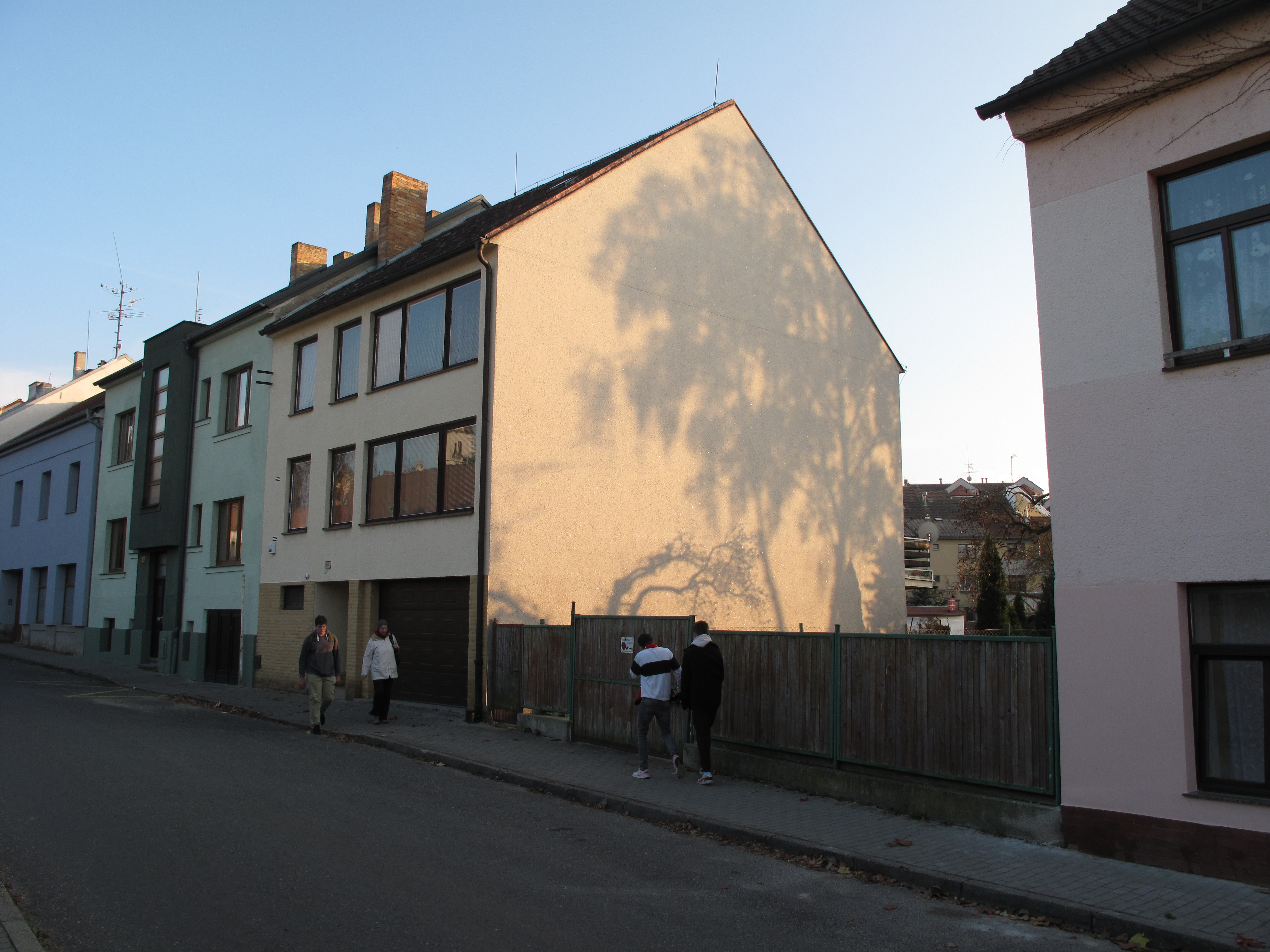
Dům č.p. 2039